# Милутин Станојевић
Милутин (Михаило) Станојевић Шаркаменац (Неготин, 27. фебруара 1882 – Београд, 12. јул 1961) био је пешадијски бригадни генерал, учесник Балканских и Првог светског рата, начелник Ађутанског одељења Министарства Војске и Морнарице, судија Великог војног суда.

## Биографија
Рођен је 27. фебруара 1882. године у Неготину. Школовао се у Неготину, а шести разред гимназије завршио је у Зајечару.
Завршио је нижу Војну академију у 31. класи од 5. септембра 1898. до 23. јула 1900. прошавши са нижим чиновима као каплар, поднаредник и наредник. По завршетку ниже Војне академије 23. јула 1900. произведен је у чин пешадијског потпоручника и постао водни официр XIII пешадијског пука Тимочке дивизије. Унапређен је у чин поручника 26. јуна 1904. године. На годишњем скупу официра неготинског гарнизона изабран је за члана Управног одбора официрске читаонице за 1905. годину. Почетком новембра 1907. године положио је испит за чин активног пешадијског капетана, а одмах након тога 13. новембра 1907. године поставњен је за командира 4. чете 2. батаљона XIII пешадијског пука „Хајдук Вељка”.
Пред Аустроугарску анексију Босне и Херцеговине 27. августа 1908. године Станојевић је постављен за капетана II класе XIII пешадијског пука Тимочке дивизије првог позива. Специјализовао се 1909. године на митраљеском курсу у Београду, а 3. априла 1910. године постаје командир митраљеског одељења XIII пешадијског пука. Унапређен је 5. маја 1911. за капетан прве класе и са тим чином је ушао у Балканске ратове.

## Балкански ратови
За време Првог балканског рата 1912-1913. године био је командир митраљеског одељења XIII пешадијског пука Тимочке дивизије под командом генерала Владимира Кондића. После успешних борби и битака код Куманова и Битоља, у склопу Друге армије, капетан Станојевић је упућен са својом дивизијом као помоћ Бугарима при опсади Једрена. Унапређен је 6. априла 1913, по самом завршетку ратних дејстава у Првом балканском рату, у чин мајора.
За време избијања Другог балканског рата 1913. године био је командант 4. батаљона првог позива Тимочке дивизије и учествовао је тешким борбама у одбрани границе и посебно код Пирота.

## Први светски рат
У Првом светском рату као мајор предводио је 2. батаљон X пешадијског „Таковског” пука Шумадијске дивизије првог позива којом је тада командовао генерал Стеван Хаџић. По започињању непријатељства његова јединица је упућена ка обронцима Цера садествујући са ударном групом Друге армије генерала Степе Степановића.
Са пуно успеха Станојевић је учествовао у тешким борбама на Дрини и на Колубари 1914. године, због чега је 1. октобра 1915. унапређен у чин потпуковника. У току немачке офанзиве, при повлачењу ка југу, његова јединица је била је све време у борбама. Учествовао је борбама на Вучјаку 1915. године и био је са својом јединицом у сталним борбама против Немаца, Аустријанаца и Бугара током повлачења до реке Ситнице. По повлачењу преко Црне Горе и Албаније у зиму 1915/1916, одлази на острво Крф и током лета 1916. формирање Солунског фронта. Милутин Станојевић са својом јединицом 2. батаљоном X пешадијског пука Шумадијске дивизије наступа према Ветернику где је већ у првим борбама са Бугарима рањен 9. августа 1916. на „Ковилову”. Због ратних дејстава током читавог дана лежао је рањен на фронту. Због последица рањавања и могуће појаве гангрене у пољској болници код самог фронта одсечена му је нога испод колена. Пребачен је затим у болницу у Солуну где је извршена нова операција на нози и намештена протеза. Како је остао без ноге није могао да се врати на фронт, упућен је у Француску на опоравак.

## Напредовање у служби
Иако је остао инвалид као добар официр задржан је у војсци и после Првог светског рата. Завршетак рата Станојевић је дочекао у истом чину, али 14. октобра 1920. године унапређен у чин пуковника. Радио је у општем одељењу Министарства војске и морнарице. За члана Управног одбора Официрске задруге изабран је 26. априла 1922. године.
Краљ Александар I Карађорђевић, а на предлог Министра Војске и Морнарице Душана П. Трифуновића, унапредио је у чин бригадног генерала Милутина М. Станојевића 28. новембра 1925. године.
Остао је у активној војној служби као начелник Ађутантског одељења Министарства Војске и Морнарице све до 16. јуна 1936. године, када је именован за привременог судију Великог војног суда. Месец дана пред његово пензионисање постављен је за члана дисциплинског суда. Пензионисан је 12. октобра 1937. године и преведен у резерву.
Преминуо је изненада у кругу породице на дан славе Петровдан, 12. јула 1961. године. Сахрањен је на Новом гробљу.
У оцени његовог рада постоје забелешке да је „спадао у ред наших предратних елитних пешадијских официра, био је врло добар командант и читаво време ратова у првом борбеном реду, док није тешко рањен, последица ампутација ноге...” службу вршио савесно, из сопствених побуда (сопственом иницијативом када затреба) са успехом, да је био одличне спреме, за рад у највишим штабовима и да је заслужио са радом и владањем више звање, но да то није могао због војних прописа неиспуњавајући неке тачке из Закона о устројству војске.

## Породица
Оженио се Видосавом, кћерком Славе Метришлића трговца из Неготина, са којом је добио 9. септембра 1907. године ћерку Олгу и 16. фебруара 1909. године сина Владимира.
Син Владимир Станојевић био је школован у Нижој војној школи у 54 класи и завршио као први у рангу са додељеном сабљом на којој је угравирано „Првом у рангу коњички потпоручник Владимир М. Станојевић за одлично свршену 54 класу нижег курса Војне Академије 1929” и потом се даље школовао на вишој војној академији.
После Априлског рата син Владимир и зет Љубомир Петровић одведени су у заробљеништво, а Милутин је преузео бригу о уницима Миомиру и Душану.
У току рата Милутин Станојевић изгубио је супругу Видосаву, а убрзо после Другог светског рата 1949. преминула је његова ћерка Олга.

## Одликовања
За своју дугу и савесну службу одликован је бројним високим домаћим и страним одликовањима.

### Домаћа одликовања
- Медаља за успомену на избор Петра I за краља Србије и повратак династије Карађорђевића 1903,
- Споменица на рат 1912. године,
- Споменица на рат 1913. године,
- Златна медаља за храброст 1913,
- Сребрна медаља за храброст 1914,
- Златна медаља за ревносну службу,
- Краљевски орден Карађорђеве звезде IV реда 1915,
- Краљевски орден Карађорђеве звезде са мачевима III реда 1915,
- Краљевски орден Белог орла са мачевима IV реда 1918,
- Златна медаља за храброст 1918,
- Албанском споменицом 1920,
- Краљевски орден Карађорђеве звезде 1920,
- Краљевски орден Белог орла IV реда 1920,
- Краљевски орден Карађорђеве звезде IV реда 1922,
- Краљевски орден Светог Саве II реда 1928,
- Орден Југословенске круне III реда 1930,
- Орден Југословенске круне II реда 1933,
- Орден Југословенске круне I реда 1933.

### Страна одликовања
- Орден Светог Станислава 3. реда, Русија 1916,
- Сребрну медаљу за храброст, Италија 1919,
- Ратни крст, Чехословачка 1920,
- Полонију реституту, Пољска 1921,
- Орден Белгијске круне 3. реда 1923,
- Полонију реституту 3. реда, Пољска 1925,
- Полонију реституту 2. реда, Пољска 1929,
- Орден белог лава 2. реда, Чехословачка 1931,
- Орден белог лава 3. реда, Чехословачка 1932,
- Орден Светог Спаситеља 3. реда, Грчка 1932,
- Феникс 2. реда 1933,
- Легију части 3. реда 1933.